# American Statistical Association
De American Statistical Association (ASA), is de belangrijkste beroepsorganisatie in de Verenigde Staten voor statistici en aanverwante beroepen. De ASA werd opgericht op 27 november 1839 in Boston in Massachusetts, en het is de op een na oudste, nog altijd functionerende beroepsvereniging in de VS. De ASA staat ten dienste van statistici, kwantitatieve wetenschappers en gebruikers van statistiek op allerlei universitaire terreinen en toepassingen.

## Missie
De organisatie beschouwt het als zijn missie een goede toepassing van statistiek zo breed mogelijk te bevorderen, in het bijzonder:
- het excelleren in praktijk, onderzoek, tijdschriften en congressen van statistiek te ondersteunen
- te werken aan de verbetering van onderwijs in de statistiek op alle niveaus
- een juiste toepassing van statistiek te bevorderen
- de behoeften van leden te voorzien en daaraan te voldoen
- statistiek toe te passen voor het vergroten van de welvaart van de mens
- mogelijkheden te zoeken om het beroep van statisticus te bevorderen

## Lidmaatschap
De ASA heeft ongeveer 18.000 leden, die men vindt in regeringskringen, universiteiten en in de private sector. De leden zijn betrokken bij een breed scala aan activiteiten
waaronder:
- medisch onderzoek, zoals naar aids
- beoordeling van milieurisico's
- de ontwikkeling van nieuwe medicijnen
- het onderzoek van de ruimte
- kwaliteitsbeheer in de industrie
- het onderzoek van sociale thema's, zoals daklozen en armoede
- analyse van recente problemen op zakelijk terrein en economische voorspellingen
- het vaststellen van standaarden voor statistiek, gebruikt op alle regeringsniveaus
- het bevorderen en ontwikkelen van statistiekonderwijs
- het uitbreiden van methoden en het gebruik van computers en grafieken voor de vooruitgang van statistiek als wetenschap

## Fellowship
Door de ASA Committee on Fellows worden jaarlijks fellowships toegekend. Kandidaten moeten ten minste de voorgaande drie jaren lid geweest zijn, maar kunnen door iedereen voorgedragen worden. Ieder jaar wordt een aantal fellowships van maximaal een derde van één procent van het aantal leden van de ASA toegekend.

## Organisatie
De ASA is georganiseerd in Sections, Chapters en Committees. Chapters zijn geografisch geordend en vertegenwoordigen 78 gebieden gespreid over de VS en Canada. Sections zijn groepen op het terrein van speciale onderwerpen en de industrie, en behelzen 22 sub-disciplines. De ASA heeft meer dan 60 Committees, die zich bezighouden met de coördinatie van congressen, publicaties, opleidingen, beroepsmogelijkheden en speciale onderwerpen waarbij statistici zijn betrokken.

## Publicaties
De ASA publiceert verscheidene wetenschappelijke tijdschriften:
- Journal of the American Statistical Association (JASA)
- The American Statistician (TAS)
- Journal of Business & Economic Statistics (JBES)
- Journal of Agricultural, Biological, and Environmental Statistics (JABES)
- Journal of Computational & Graphical Statistics (JCGS)
- Technometrics (TECH)

Tijdschriften die alleen online beschikbaar zijn:
- Journal of Statistics Education (JSE)
- Journal of Statistical Software (JSS)

Onder de historische publicaties is:
- Edward Jarvis, William Brigham and John Wingate Thornton, Memorial Of The American Statistical Association Praying The Adoption Of Measures For The Correction Of Errors In The Census, 1844